# Stevie Williams
Stevie Williams, född 17 december 1979 i Kalifornien, är en skateboardåkare. Stevie Williams är grundaren av DGK skateboards. Han har slagit många världsrekord. Han bor i Los Angeles. Stevie har många sponsorer, till exempel: DC Shoes och Nixon.